# Cardiola
Cardiola is een geslacht van uitgestorven tweekleppigen, dat leefde van het Laat-Siluur tot het Devoon.

## Beschrijving
Deze tweekleppige kokkel had een dunne en bolle schelp zonder slottanden, maar met een sculptuur, bestaande uit radiaire ribben en brede concentrische plooien. Beide kleppen bevatten onder de wervel een driehoekige lijst met uiteenwijkende groeven. De lengte van de schelp bedroeg ongeveer 1,5 centimeter.

## Leefwijze
Dit geslacht bewoonde tamelijk diepe wateren, waarschijnlijk juist onder het bodemoppervlak.